# Leslie Miller
Leslie Osborne Miller (ur. 24 marca 1948 w Nassau) – bahamski lekkoatleta, polityk i przedsiębiorca.

## Życiorys
Był synem przedsiębiorcy Leroya Millera i Sybil Lockhart. W 1965 roku opuścił Nassau i wyjechał do Miami, w którym uczęszczał do Attucks High School. Następnie podjął naukę w Palmetto Senior High School, a później na Uniwersytecie Teksańskim w El Paso (w obu placówkach był wyróżniającym się lekkoatletą). W 1971 roku zdobył bachelor’s degree z zarządzania. Na tej samej uczelni ukończył w 1972 roku studia podyplomowe z marketingu międzynarodowego.
Uczestnik Letnich Igrzysk Olimpijskich 1968, na których wystąpił w biegu na 400 m. Z wynikiem 46,99 s zajął przedostatnie 7. miejsce w swoim biegu eliminacyjnym – był to 38. wynik wśród 55 zawodników. Na Igrzyskach Imperium Brytyjskiego i Wspólnoty Brytyjskiej 1966 odpadł w eliminacjach biegu na 440 jardów (51,2 s). Podczas Igrzysk Brytyjskiej Wspólnoty Narodów 1970 dotarł do ćwierćfinału biegu na 400 m (49,5 s). Był również zgłoszony do biegu na 800 m, jednak nie pojawił się na starcie. W 1967 roku wystąpił na igrzyskach panamerykańskich, odpadając w półfinale biegu na 400 m (był również zgłoszony do sztafety 4 × 100 m, jednak drużyna bahamska ostatecznie nie pojawiła się na starcie). Ponadto zajął 9. miejsce w skoku w dal (6,93 m). Jego rekord życiowy w biegu na 400 m to 46,8 s (1969) – był rekordzistą Bahamów na tym dystansie.
Jako biznesmen przewodniczył kilku firmom, w tym m.in.: Sunburst Paints, Mario’s Bowling, Family Entertainment Palace & Litec Coatings Limited. Był przewodniczącym Bahamas Electricity Corporation i prezesem-założycielem Bahamas Light Industries Development Council. 
Członek Postępowej Partii Ludowej. W maju 2002 roku dostał się do bahamskiego parlamentu jako reprezentant okręgu wyborczego Blue Hills. W tym samym miesiącu objął tekę ministra handlu i przemysłu w rządzie Perry’ego Christie, pełniąc tę funkcję do 2007 roku. W wyniku wyborów z 2007 roku stracił mandat, odzyskując go w 2012 roku. W 2017 roku ponownie stracił mandat posła.
Dziadek stryjeczny Shaunae Miller-Uibo, mistrzyni olimpijskiej. Ojciec pięciorga dzieci.